# Saint-Jouin-de-Blavou
Saint-Jouin-de-Blavou è un comune francese di 300 abitanti situato nel dipartimento dell'Orne nella regione della Normandia.

## Società

### Evoluzione demografica
Abitanti censiti